# Giải thưởng âm nhạc Polar
Giải thưởng âm nhạc Polar (tên gốc: Polar Music Prize) là giải thưởng quốc tế của Thụy Điển, được thành lập vào năm 1989 bởi Stig Anderson, quản lý của nhóm nhạc Thụy Điển ABBA, với số tiền quyên góp cho Học viện âm nhạc hoàng gia Thụy Điển. Giải thưởng trao hàng năm cho một nghệ sĩ nhạc cổ điển và một nhạc sĩ đương đại. Ngoại lệ diễn ra vào năm 2001, khi giải thưởng này trao cho 3 nhạc sĩ (một nhà soạn nhạc, một nhạc sĩ đương đại và một nhà tiên phong); và năm 2003, với chỉ một nhà soạn nhạc. Không hạn chế về quốc tịch, giải thưởng "được trao cho những thành tựu nổi bật, hoặc những thành tựu có tiềm năng quan trọng lớn về âm nhạc và hoạt động âm nhạc, dành cho tất cả thể loại hoặc liên kết chặt chẽ đến âm nhạc". Tại Thụy Điển, giải thưởng này được nhắc đến như là "Giải Nobel Âm nhạc".
Người thắng giải được Carl XVI Gustaf của Thụy Điển trao số tiền 1 triệu đồng Krona Thụy Điển (xấp xỉ 120.000 đô-la Mỹ, tính đến năm 2016) trong một buổi lễ ở Stockholm Concert Hall vào tháng 6 mỗi năm. Giải thưởng âm nhạc Polar được xem là giải thưởng âm nhạc danh giá hàng đầu. Quỹ giải thưởng âm nhạc Stig Anderson là đơn vị giám sát của chương trình, bao gồm thành viên của gia đình Anderson và đại diện của SKAP—Hiệp hội nhạc sĩ, nhà soạn nhạc và nhà văn Thụy Điển (Swedish Society of Songwriters, Composers and Authors) và Hiệp hội quyền trình diễn Thụy Điển (Swedish Performing Rights Society). Một ban giám khảo gồm các nhạc sĩ, những thành viên dày dặn kinh nghiệm của ngành công nghiệp âm nhạc và thành viên gia đình Anderson lựa chọn người thắng giải từ nhiều đề cử đệ trình của đại diện các tổ chức công nghiệp âm nhạc quốc tế, như Liên minh nhà soạn nhạc và nhạc sĩ châu Âu.
Chủ tịch của giải thưởng là Marie Ledin; cựu chủ tịch là Stuart Ward và Hélène Carendi.

## Danh sách
| Năm  | Tên        | Tên                             | Quốc gia                   | Lý do |
| ---- | ---------- | ------------------------------- | -------------------------- | --- |
| 1992 |            | Paul McCartney                  | Anh Quốc                   | "... cho sức sáng tạo và trí tưởng tượng của một nhà soạn nhạc và nghệ sĩ, giúp hồi sinh âm nhạc đại chúng trên toàn thế giới hơn 30 năm trở lại đây." |
| 1992 | —          | Các nước Baltic                 | Estonia, Latvia, Lithuania | "... để ủng hộ nền văn hóa âm nhạc quốc gia, như là trung tâm hình thành nên quyền trình diễn xã hội trong hợp tác quốc tế." |
| 1993 |            | Dizzy Gillespie                 | Hoa Kỳ                     | "...Thân thuộc với nguồn gốc của thể loại jazz và cảm nhận sự phát triển màu mỡ vượt ngoài văn hóa âm nhạc đa dạng, Dizzy Gillespie xuất hiện trong bối cảnh, gần nửa thế kỷ trước, như một nhà cách mạng đổi mới." |
| 1993 |            | Witold Lutosławski              | Ba Lan                     | "... một trong những nhà tiên phong của âm nhạc nghệ thuật đương đại châu Âu." |
| 1994 |            | Quincy Jones                    | Hoa Kỳ                     | "... một nhà ảo thuật âm nhạc phá vỡ ranh giới siêu việt." |
| 1994 |            | Nikolaus Harnoncourt            | Áo                         | "... ngày nay là một trong những nhà tiên phong trong hồi sinh niềm yêu thích [...] Nhưng ông cũng là một nhà độc lập đổi mới, không ngừng khám phá những không gian mới mẻ của dòng nhạc cổ điển." |
| 1995 |            | Elton John                      | Anh Quốc                   | "... một nhân vật quan trọng trong âm nhạc đại chúng thập niên 70 và 80 và, sau cùng, một ngôi sao lạ thường cho ra hàng loạt những bài hát thành công với phản ứng toàn cầu trên phương diện rộng". |
| 1995 |            | Mstislav Rostropovich           | Nga                        | "... vì thành tựu nghệ thuật độc đáo vang dội bởi khả năng diễn dịch và thành thạo nhạc cụ một cách đặc biệt, độc lập, lưu loát và đầy sinh lực." |
| 1996 |            | Joni Mitchell                   | Canada                     | "... Trong sự nghiệp kéo dài mang tính nghệ thuật phong phú, bà đã kết hợp vai trò của nhà soạn nhạc, người viết bài hát, ca sĩ và nhạc sĩ với một loạt 'những nhạc cụ đầu tiên'." |
| 1996 |            | Pierre Boulez                   | Pháp                       | "... Khả năng âm nhạc điêu luyện, sự minh mẫn rõ ràng và tầm nhìn khác thường đã giúp ông hoạt động trong lĩnh vực rộng lớn hơn đại đa số còn lại. Điều đó còn giúp ông giữ vị trí hàng đầu ở cương vị nhà soạn nhạc, phiên dịch/chỉ huy và nhà lý luận lỗi lạc, có những đóng góp độc đáo của một nhà bàn luận và gây cảm hứng cho nhiều ý tưởng."  |
| 1997 |            | Bruce Springsteen               | Hoa Kỳ                     | "... cho sự nghiệp ca hát và trình diễn sân khấu vượt trội." |
| 1997 |            | Eric Ericson                    | Thụy Điển                  | "... cho những thành tựu đi đầu của một nhà chỉ huy, nhà giáo, nhà sáng tạo nghệ thuật và khơi mào cho âm nhạc hợp xướng Thụy Điển và quốc tế." |
| 1998 |            | Ray Charles                     | Hoa Kỳ                     | "... một trong những hình tượng đi đầu của dòng nhạc soul và một nhà đổi mới phong cách quan trọng cùng nét đa dạng khác biệt so với nguồn gốc âm nhạc [...] một người đàn ông, từ khi xuất hiện vào những năm 1950, đã là nguồn cảm hứng đằng sau vô số thế hệ nhạc sĩ và ca sĩ pop."                                                               |
| 1998 |            | Ravi Shankar                    | Ấn Độ                      | "... cho thành tựu suốt gần 6 thập kỷ của một nhà trình diễn phi thường và nhà tìm tòi âm nhạc nghệ thuật nước nhà, đồng thời là một nhà đại diện và truyền thông hàng đầu của âm nhạc truyền thống phương Đông đến nền văn minh phương Tây." |
| 1999 |            | Stevie Wonder                   | Hoa Kỳ                     | "... cho sự nghiệp độc đáo của một ca sĩ, nhà soạn nhạc và nghệ sĩ sân khấu." |
| 1999 |            | Iannis Xenakis                  | Hy Lạp                     | "... cho sự kế thừa lâu dài của hàng loạt tác phẩm mạnh mẽ, tràn ngập tính nhạy cảm, cam kết và đam mê [...] một nguồn cảm hứng xuất hiện trong nhiều lĩnh vực, không thể bị phóng đại một cách dễ dàng." |
| 2000 |            | Bob Dylan                       | Hoa Kỳ                     | "... thành tựu của ông bao gồm 4 thập niên liên tục thay đổi cách thức sáng tạo, luôn cải tiến nhưng vẫn luôn dựa trên âm nhạc truyền thống của Hoa Kỳ." |
| 2000 |            | Isaac Stern                     | Hoa Kỳ                     | "... cho nét nghệ thuật độc đáo và tột bậc thành công bởi âm nhạc cá nhân mà không cần so sánh trong hơn nửa thế kỷ, cho thành tựu dẫn đầu của ông thay mặt hệ trẻ trên toàn thế giới, cho sự kiên nhẫn và cam kết mạnh mẽ để giữ gìn và phát triển nơi sử dụng âm nhạc và cho thái độ không nhượng bộ của ông trước sức mạnh nhân văn của âm nhạc." |
| 2001 |            | Burt Bacharach                  | Hoa Kỳ                     | "... Bacharach là gương mặt chính trong bối cảnh âm nhạc quốc tế từ khi khởi nghiệp vào cuối những năm 1950, sản xuất hàng loạt những bản nhạc kinh điển vượt thời gian xuất phát từ cảm nhận đúng đắn trong những giai điệu mạnh mẽ, đáng nhớ và mang tính cá nhân không thể nhầm lẫn, cũng như hòa âm phi thường."                                 |
| 2001 |            | Robert Moog                     | Hoa Kỳ                     | "... cho thiết kế MiniMoog, chiếc đàn synthesizer gọn nhẹ, dễ sử dụng đầu tiên, dẫn đường đến lãnh địa của âm thanh điện tử đã tạo nên cuộc cách mạng hóa trong tất cả thể loại âm nhạc ở suốt nửa thế kỷ còn lại." |
| 2001 |            | Karlheinz Stockhausen           | Đức                        | "... cho sự nghiệp của một nhà soạn nhạc đặc trưng bởi sự hoàn hảo toàn vẹn và sức sáng tạo không ngừng nghỉ, cũng như vị trí dẫn đầu trong phát triển âm nhạc hơn 50 năm." |
| 2002 |            | Miriam Makeba                   | Nam Phi                    | "... Miriam Makeba là hiện thân của dòng nhạc world music ngay cả khi khái niệm này chưa xuất hiện trên bản đồ âm nhạc. Trong những năm 1960, giọng ca nội lực của bà tạo được chú ý đến sự phong phú về âm nhạc châu Phi." |
| 2002 |            | Sofia Gubaidulina               | Nga                        | "... người sở hữu cách diễn đạt âm nhạc biểu cảm một cách mãnh liệt và đậm chất cá nhân, có khả năng truyền đạt đến tầng lớp thính giả rộng lớn trên khắp thế giới." |
| 2003 |            | Keith Jarrett                   | Hoa Kỳ                     | "... cho những cống hiến âm nhạc nổi bật trong nhiều lĩnh vực đa dạng như diễn dịch cổ điển và jazz ngẫu hứng." |
| 2004 |            | B.B. King                       | Hoa Kỳ                     | "... cho những đóng góp đáng chú ý đến dòng nhạc blues." |
| 2004 |            | György Ligeti                   | Áo                         | "... vì phá bỏ nhiều rào cản nhận thức âm nhạc, từ những âm thanh mở rộng hiểu biết đến những quá trình đáng kinh ngạc, với phong cách cá nhân triệt để thể hiện tính tìm tòi và sức tưởng tượng phong phú." |
| 2005 |            | Gilberto Gil                    | Brazil                     | "... cho những đóng góp sáng tạo không ngại ngần để mang trái tim và linh hồn của dòng nhạc Brazil đa dạng đến thế giới." |
| 2005 | —          | Dietrich Fischer-Dieskau        | Đức                        | "... cho nét nghệ thuật độc đáo của ông trong mọi thể loại trình diễn nhạc cổ điển và những thành tựu vô song trong công việc thấu hiểu và diễn dịch nhiều bài hát nghệ thuật sang tiếng Đức." |
| 2006 |            | Led Zeppelin                    | Anh Quốc                   | "... một trong những nhà tiên phong vĩ đại của dòng nhạc rock." |
| 2006 |            | Valery Gergiev                  | Nga                        | "... cho những kỹ năng âm nhạc độc đáo, đầy năng lượng của ông đã thấm nhuần và đổi mới mối tương quan giữa chúng ta và truyền thống vĩ đại; và cho cách phát triển và khuếch đại tầm quan trọng của âm nhạc nghệ thuật trong thời đại mới." |
| 2007 |            | Sonny Rollins                   | Hoa Kỳ                     | "... Sonny Rollins đã nâng cao những màn trình diễn độc tấu đến cấp độ nghệ thuật cao nhất – biểu hiện bởi âm thanh đặc trưng và mạnh mẽ, giai điệu swing không thể cưỡng lại và óc hài hước trong âm nhạc cá nhân." |
| 2007 |            | Steve Reich                     | Hoa Kỳ                     | "... Giải thưởng công nhận khả năng sử dụng kỹ thuật kinh điển, lặp lại và những mô hình biến động tối thiểu của ông để phát triển cả một vũ trụ âm nhạc gợi cảm, cộng hưởng với vẻ đẹp tức thì của âm điệu." |
| 2008 | xxxx75px]] | Pink Floyd                      | Anh Quốc                   | "... cho những cống hiến to lớn của họ suốt nhiều thập niên đến sự phát triển văn hóa đại chúng." |
| 2008 |            | Renée Fleming                   | Hoa Kỳ                     | "... công nhận giọng hát điêu luyện vô song của bà và phong cách linh hoạt độc đáo. [Công chúng] luôn choáng ngợp trước vẻ đẹp của giọng ca nhẹ nhàng và tự nhiên này." |
| 2009 |            | Peter Gabriel                   | Anh Quốc                   | "... cho tính nghệ thuật đột phá, hướng ngoại và phá bỏ giới hạn của ông." |
| 2009 |            | José Antonio Abreu & El Sistema | Venezuela                  | "... Abreu tạo nên hệ thống âm nhạc El Sistema, giúp đào tạo hàng trăm nghìn người thoát khỏi cảnh nghèo. Thành tựu của José Antonio Abreu đã khẳng định nhiều giá trị truyền thống, như sự tôn trọng, tình bạn và lòng nhân đạo." |
| 2010 |            | Björk                           | Iceland                    | "... Với âm nhạc và ca từ đậm chất cá nhân sâu sắc, cùng cải biên tỉ mỉ và chất giọng độc nhất, Björk là một cột mốc không thể phai nhòa trong dòng nhạc pop và văn hóa hiện đại [...]." |
| 2010 |            | Ennio Morricone                 | Ý                          | "... Những tác phẩm và cải biên hòa hợp của Ennio Morricone đưa chúng ta sang một thế giới khác, khiến cõi trần giống như những cảnh phim kịch tính theo ống kính Cinemascope." |
| 2011 |            | Kronos Quartet                  | Hoa Kỳ                     | "... Trong gần 40 năm, Kronos Quartet đã là một cuộc cách mạng hóa đến thể loại tứ tấu đàn dây đầy tiềm năng, với cả phong cách lẫn nội dung." |
| 2011 |            | Patti Smith                     | Hoa Kỳ                     | "... Patti Smith đã cho thấy rock'n'roll trong thơ ca lẫn chất thơ trong rock'n'roll." |
| 2012 |            | Paul Simon                      | Hoa Kỳ                     | "... Không ai khác xứng đáng với danh hiệu "người viết bài hát đẳng cấp thế giới." Suốt 5 thập kỷ, Paul Simon đã kết nối thế giới bằng âm nhạc của mình." |
| 2012 |            | Mã Hữu Hữu                      | Hoa Kỳ                     | "... Mã Hữu Hữu đã cống hiến kỹ thuật điêu luyện và lòng nhiệt thành trong hành trình tìm tòi âm nhạc và khám phá thế giới." |
| 2013 |            | Youssou N’Dour                  | Senegal                    | "... Youssou N’Dour giữ nguyên giai điệu truyền thống và chuyển sang một câu chuyện về thế giới. [...] Giọng hát của ông gắn liền với lịch sử và tương lai, máu lửa và tình yêu, ước mơ và sức mạnh của cả một lục địa." |
| 2013 |            | Kaija Saariaho                  | Phần Lan                   | "... Kaija Saariaho kết hợp nhạc cụ acoustic với âm nhạc điện tử và máy tính. Bà đã sáng tác thể loại nhạc chamber, tác phẩm giao hưởng và opera. Kaija Saariaho là nhạc trưởng đương đại giúp ta mở mang nhận thức và xây dựng tình yêu." |
| 2014 |            | Chuck Berry                     | Hoa Kỳ                     | "... Chuck Berry là nhà tiên phong của rock’n’roll giúp chiếc đàn guitar điện trở thành nhạc cụ chính của dòng nhạc rock." |
| 2014 |            | Peter Sellars                   | Hoa Kỳ                     | "... Peter Sellars cho ta thấy nhạc cổ điển không chỉ là những tờ nhạc bướm hay nhịp điệu chính xác, mà còn là sức mạnh và tính phức tạp dữ dội, vẫn và sẽ là điều cơ bản phản ánh và miêu tả về thế giới." |
| 2015 |            | Emmylou Harris                  | Hoa Kỳ                     | "... Âm nhạc của Emmylou Harris chứa đựng lịch sử và địa hình của cả châu Mỹ." |
| 2015 |            | Evelyn Glennie                  | Anh Quốc                   | "... Evelyn Glennie cho ta thấy rằng cơ thể chính là một căn phòng cộng hưởng và chúng ta đang sống trong một vũ trụ đầy âm thanh." |
| 2016 |            | Max Martin                      | Thụy Điển                  | "... Trong 20 năm qua, chưa có nhà soạn nhạc nào sáng tác những giai điệu bền vững và phổ biến như Max Martin" |
| 2016 |            | Cecilia Bartoli                 | Ý                          | "... Cecilia Bartoli viết thêm một chương mới trong lịch sử âm nhạc, kết nối hàng thế kỷ và thấm nhuần hiểu biết về văn hóa đặc trưng của châu Âu." |